# Systasis keatsi
Systasis keatsi är en stekelart som beskrevs av Girault 1927. Systasis keatsi ingår i släktet Systasis och familjen puppglanssteklar. Inga underarter finns listade i Catalogue of Life.